# Actaea peronii
Actaea peronii es una especie de crustáceo decápodo de la familia Xanthidae.

## Taxonomía
Fue descrito originalmente por Henry Milne-Edwards, quien lo incluyó en el género Xantho. Algunos autores consideran a Actaea occidentalis como una subespecie con el nombre de A. p. occidentalls.

## Distribución
Vive en las costas de la India, Australia, y Filipinas.